# Mănăstirea Bâldana

Starețul mănăstirii

Mănăstirea Bâldana este o mănăstire de călugări creștini ortodocși din Bâldana, județul Dâmbovița, România.

## Istoric

Mănăstirea Bâldana

Mănăstirea Bâldana, având hramurile „Adormirea Maicii Domnului”, „Sfântul Mare Ierarh Nicolae” și „Sfântul Mare Mucenic Gheorghe”, a fost zidită de către preotul Gheorghe Baldanescu și soția sa Maria, între anii 1827 și 1831, ca mănăstire de călugărițe. 
Biserica a fost construită din zid, în formă de navă, având o singură turlă pe naos și pridvor deschis, iar pentru viețuitoare, a fost ridicat în apropiere un corp de chilii. Mănăstirea a funcționat până în anul 1894 când a devenit biserică de mir ca filie a parohiei Bâldana. Ajuns în paragină, așezământul monahal a fost reactivat, ca mănăstire de călugări, prin decizia Arhiepiscopiei, în anul 1994, starețul acesteia devenind ieromonahul Gruzea Calomfir Vicențiu. Din acest moment la acest vechi așezământ monahal s-au început lucrările de zidire și înfrumusețare pentru a-l readuce la starea inițială. 
Astfel, în apropierea bisericii s-au ridicat mai multe construcții printre care: clopotnița-turn care veghează intrarea în incinta mănăstirii, un corp de chilii, un agheazmatar și anexe gospodărești. Lucrările de reabilitare a mănăstirii s-au desfășurat cu binecuvântarea Arhiepiscopului Nifon al Târgoviștei și cu sprijinul unor donatori, între anii 1994-2006. 

## Localizare
Mănăstirea se află pe drumul național 7, București-Pitești, la kilometrul 33.